# Атлантичний вал

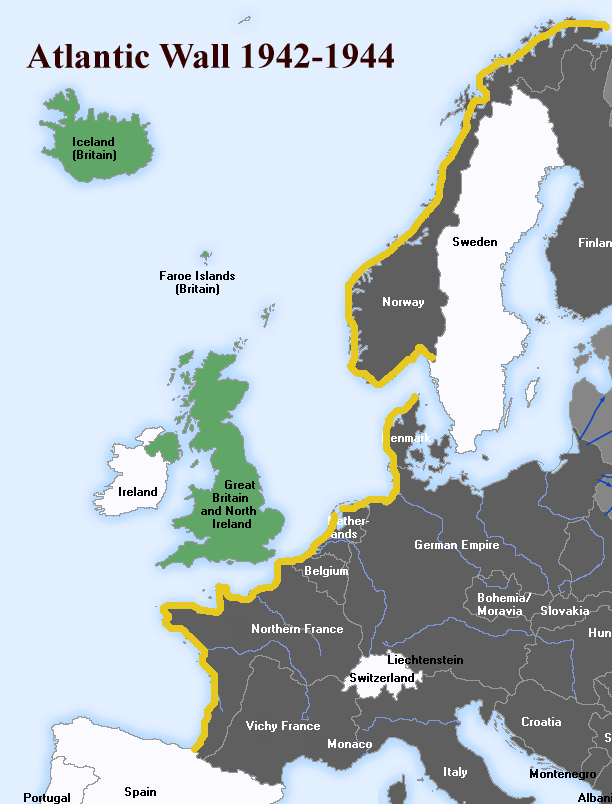
Атлантичний вал (виділений золотавим кольором)
Третій Рейх, його союзники та окуповані зони
Союзники

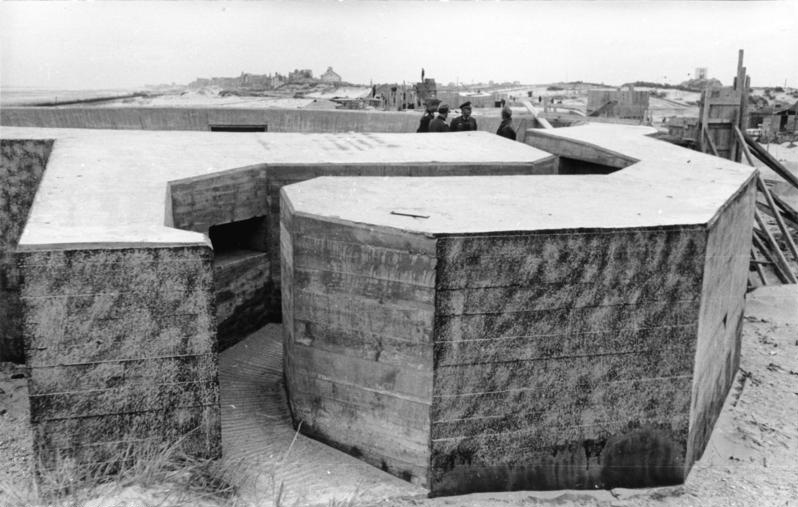
Атлантичний вал

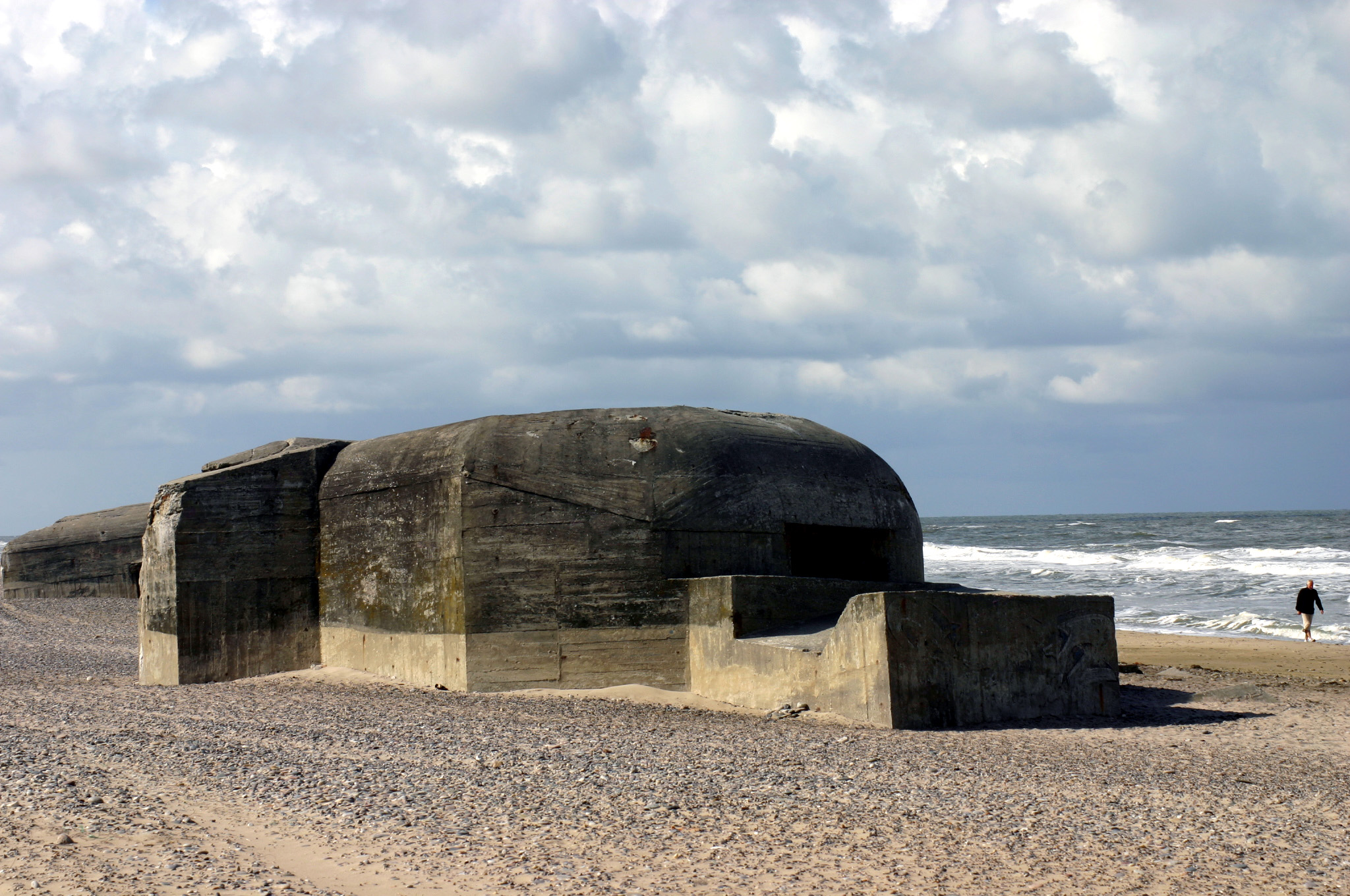
Атлантичний вал

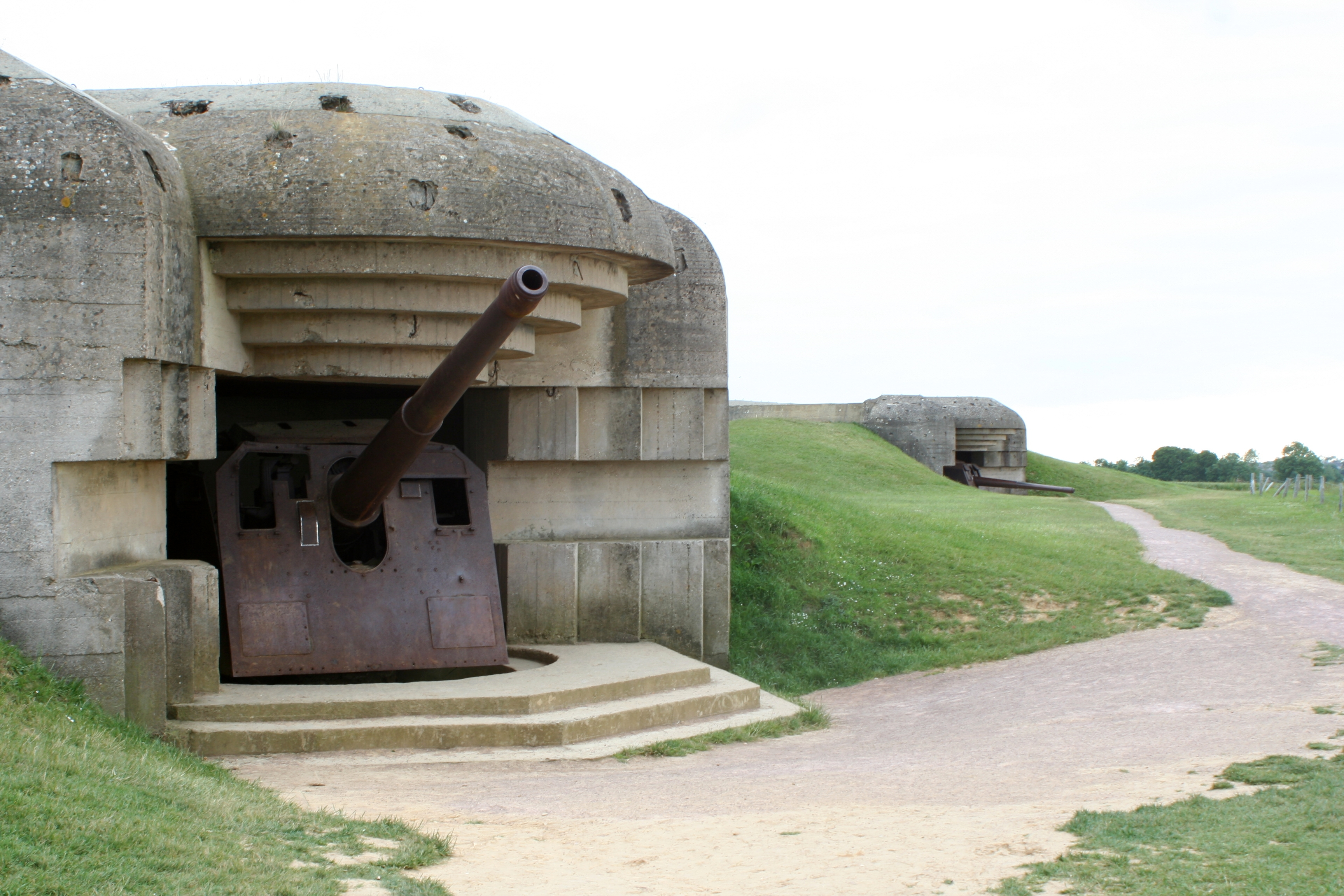
Атлантичний вал

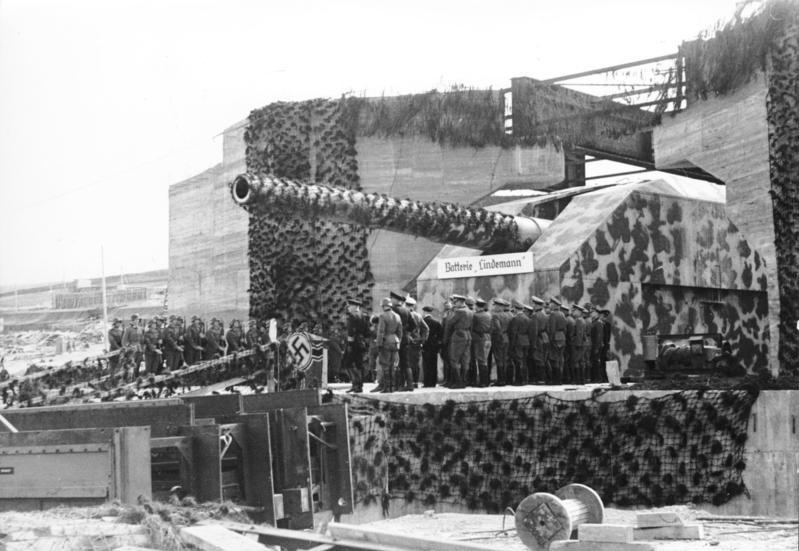
Атлантичний вал

Атлантичний вал (нім. Atlantik Wall) — система довготривалих оборонних споруд, що створювалася німцями в 1940-1944 роках після розгрому Франції уздовж атлантичного узбережжя Західної Європи (від Данії до Іспанії), протяжністю 4000 км для запобігання вторгненню англо-американських військ на континент. Будівництво Атлантичного валу було розраховане на 8 років, планувалося побудувати 15 000 довготривалих укріплень. Проте до літа 1944 року будівництво Атлантичного валу не було завершене (план інженерних робіт на узбережжі Па-де-Кале був виконаний на 68%, на узбережжі Нормандії — на 18%).
Головним інженером, що розробив систему укріплень і керував її будівництвом, став Фріц Тодт, що раніше розробив Західний вал на кордоні між Францією і Німеччиною.
Атлантичний вал був лінійною системою укріплень (без ешелонування вглибину), складався з окремих укріплених ділянок, які, як правило, не мали між собою вогневого зв'язку. Рубіж обороняли 27 дивізій 1-го ешелону груп армій «Б» і «Г», а також частини берегової оборони ВМС. Більшість дивізій мали не більше 70-75% особового складу й переважно трофейне озброєння. Найбільша щільність оборони була створена на узбережжі Па-де-Кале, де між річками Шельда й Сена (700 км) оборонялися 14 дивізій, на ділянці між річками Сена й Луара (1600 км) — 8 дивізій, від Луари до кордону з Іспанією — 5 дивізій. Артилерійське прикриття Атлантичного валу складали батареї берегової й польової далекобійної артилерії (калібр 122—406 мм) з середньою щільністю 1 батарея на 20 км фронту.
Загалом Атлантичний вал не становив собою серйозної перешкоди. У пропагандистських цілях він рекламувався нацистами як «неприступний», щоб дезінформувати противника й підняти престиж гітлерівського командування в очах німецького народу.

## Історія
Відразу після захоплення Франції німецьке командування розпочало реалізацію грандіозного за своїми масштабами проєкту. Згідно з ним усе узбережжя Атлантичного океану, починаючи від данських проток і до іспанських пляжів, повинне було перетворитися на неприступну фортецю, своєрідну Китайську стіну, загальною протяжністю чотири тисячі кілометрів, що відрізує захоплену нацистами Європу від західного світу.

### Будівництво століття
Пропаганда Геббельса охрестила проєкт Атлантичним валом, покликаним надійно захищати Великий Третій Рейх від вторгнення англо-американських військ. Уперше ця назва пролунала наприкінці 1940 року. Так іменувалися чотири далекобійні батареї, споруджені на узбережжі протоки Па-де-Кале. Насправді будувалися вони не для відбиття вторгнення противника, а суто з піратськими цілями — для порушення судноплавства в протоці.
23 березня 1942 року фюрер підписав директиву № 40, якою офіційно започаткував спорудження Атлантичного валу.
У серпні 1942 року, після провалу висадки канадських рейнджерів під Дьєпом (Франція), почалося будівництво оборонних споруд на всьому узбережжі. Сам Гітлер надавав високе значення Атлантичному валу й не шкодував на його спорудження грошей. Фюрер навіть особисто спроєктував декілька оборонних позицій, і ніхто з відповідальних за будівництво інженерів не посмів робити зміни до цих «священних» креслень. На зведенні гігантських оборонних споруд працювали десятки тисяч німців і сотні тисяч «добровольців» з окупованих країн. Мільйони тонн фортифікаційного бетону й найкращої сталі були буквально зариті в землю на цьому «будівництві століття».
Нацистське командування навіть заснувало спеціальну винагороду: медаль «За спорудження Атлантичного валу». До кінця війни цю медаль отримало понад шістсот тисяч осіб.
Проте, попри шалені витрати (а проєкт обійшовся німецькому уряду більш ніж у три з половиною мільярди рейхсмарок), велика частина могутніх бастіонів так і залишилася на папері. Збереглися спогади фельдмаршала Роммеля, що інспектував навесні 1944 року вже готові оборонні споруди:
«Я отримав шок від того, як нікчемно мало насправді було тут зроблено. Декілька великих фортифікаційних споруд — так, це є, але в цілому — це звичайна рядова система лінійних укріплень без ешелонування вглибину оборонних порядків. На незахищених просторах між ними немає абсолютно нічого! Лише кілька відкритих позицій берегової артилерії, які будуть знищені першим же бомбовим ударом. Отже, я не маю ілюзій з приводу наших найближчих перспектив. Якщо ми не скинемо противника в море в перші ж декілька годин після висадки і дозволимо йому захопити плацдарм, то зазнаємо поразки».
Ледве закінчивши інспекційну поїздку, Роммель розвинув бурхливу діяльність із «латання дір». З позицій знімалися бойові дивізії і солдатам вручалися лопати замість гвинтівок. У проходах між укріпленнями в квапливому порядку встановлювалися протитанкові надовби, протягувався колючий дріт, встановлювалися міни.
Проте поряд з дійсно міцними і неприступними ділянками валу, як і раніше, залишалося безліч уразливих місць. Глибина оборонних позицій валу становила всього 2-4 км (для порівняння — Лінія Зігфрида за цим показником мала 35-100 км, Лінія Маннергейма — 90 км). План інженерних робіт на узбережжі Па-де-Кале був виконаний трохи більше ніж на половину, на узбережжі Нормандії — лише на чверть.
Тим часом міністерство пропаганди Геббельса по-своєму брало участь у зміцненні німецької моці й обрушило шквал пропагандистського вогню на громадськість. Протягом травня засоби масової інформації опублікували низку журналістських статей „про абсолютну неприступність Атлантичного валу і зброю нечуваної потужності, яка буде застосована в разі вторгнення“.

### Операція «Оверлорд»
Як не квапилося нацистське командування, а день «Д», що увійшов до історії як день відкриття другого фронту, настав для німців несподівано. У ніч на 6 червня під прикриттям авіації та сил флоту англо-американські війська викинули парашутний десант між Каном і Гавром на півострові Котантен, а вранці висадили морський десант на узбережжі Сенської затоки. Ширина фронту вторгнення становила понад 100 км.
Під час висадки військ союзники десантувалися там, де за запевненнями експертів німецького військово-морського флоту було «технічно неможливо здійснити висадку внаслідок підводних скель і профілю берегової лінії». Подібні заяви в минулому призвели до того, що саме на цій ділянці Атлантичного валу будівництво оборонних споруд залишилося в зачатковому стані.